# Måns Mosesson
Måns Karl Fredrik Mosesson, född 14 juli 1983 i Johannebergs församling i Göteborgs och Bohus län, är en svensk journalist och författare.

## Biografi
2012 tilldelades han Ikarospriset i kategorin Årets Reportage för dokumentären "Gå till jobbet och dö" som sändes på Sveriges Radio P1. För samma program mottog han också Susanne Björkman-stipendiet.
2014 tilldelades han Stora journalistpriset i kategorin Årets Berättare för dokumentärserien "Rädda Sverige" som även den sändes på Sveriges Radio P1. I serien intervjuade Mosesson människor som tänkt rösta på Sverigedemokraterna. Juryns motivering var "För att nyfiket och respektfullt ha lyssnat, och i rätt tid ställt rätt frågor, till det rädda Sverige". För avsnittet "Svart lucia" tilldelades han det internationella priset Prix Italia för bästa dokumentär.
År 2017 anställdes Mosesson som samhällsreporter på Dagens Nyheter.
2019 tilldelades han Wendelapriset, för årets bästa socialreportage, för artikeln "Eric, poliserna och natten då allt gick fel", som publicerades i Dagens Nyheter och handlade om polisens dödsskjutning av Eric Torell, en 20-åring med Downs syndrom.
2021 utgavs Mosessons bok ”Tim: Biografin om Avicii”, om den svenske musikern Tim Bergling, känd under namnet Avicii. Boken skildrar Berglings nyckelroll då europeisk housemusik under 2010-talet tog över världen, men även opioidkrisen i USA och de psykiska problem som föregick stjärnans självmord. Biografin blev mycket uppmärksammad och beskrevs bland annat som ”en berättelse om vår samtid” och ”musikjournalistik när den är som bäst”. Den var under utgivningsåret en av de mest sålda böckerna i Sverige och har översatts till fjorton språk. För boken tilldelades Mosesson år 2022 Våga berätta-priset, för bästa rapportering om självmord.
Måns Mosesson är son till skådespelaren Hans Mosesson och kusin med snowboardåkaren Hampus Mosesson.